# Деванагари
Деванагари (देवनागरी, на хинди се изговаря като [ˌd̪e:vən̪ɑːgəɾiː], транслитерира се devanāgarī) е писменост тип абугида, използвана за няколко индийски езика, между които санскрит, хинди, маратхийски, кашмирски, синдхи, бихари, бхили, конкани, бходжпури, както и непалски в Непал.
Транслитерацията с латиница, използвана в тази статия, следва популярната Транслитерация на Националната библиотека в Калкута. Съществуват и други системи за транслитерация на деванагари, между които ITRANS – транслитерация в ASCII без загуба. В ITRANS думата „деванагари“ се пише като „devanaagarii“.

## Произход
Деванагари възниква около 1200 г. от писмеността сидхам, като постепенно измества по-ранната, тясно родствена писменост шарада (която се използва в Кашмир успоредно с деванагари). И двете писмености са преки наследници на писмеността гупта, самата водеща началото си от писмеността брахми, засвидетелствана от 3 век пр.н.е.. Потомците на брахми образуват т. нар. семейство брахми, в което влизат националните азбуки на много други индийски езици.

### Етимология
Наименованието деванагари произлиза от санскритската дума дева „божествен, съвършен“, и нāгарӣ „градски“, прилагателно в женски род от нагара „град“; тази сложна дума (на санскрит татпуруша) означава „божествена (съвършена) градска“ писменост. Писмеността нагари е по-ранна форма на деванагари, появила се около 8 век като източен вариант на писмеността гупта. Западен вариант на гупта и съвременник на нагари е писмеността шарада. Следователно, наименованието деванагари би трябвало да се разбира като „усъвършенствана форма на писмеността нагари“.
Народната етимология тълкува значението на деванагари като „град на боговете“ и според някои предания, когато някой медитира върху определен звук от деванагари, в съзнанието му спонтанно изниква писмената форма.

### Деванагари и Махатма Ганди
Обединяваща идея при използването на множество езици и писмености в Индия, според Махатма Ганди е необходимостта деванагари да бъде обща писменост за страната.

## Принципи
Деванагари има 12 знака за свара („чисти звукове“ или гласни) и 34 вянджана („украсени звукове“ или съгласни). При комбиниране на нула или една вянджана и една свара, се образува акшара, която представлява фонетична единица от шабда (дума). Акшара се пише, като към вянджана се добавят стандартни диакритични модификатори, съответстващи на свара. Една акшара обикновено е по-основна и по-предсказуема от сричката в български. Например думата 'нар' (приемаме, че е само една сричка) би се написала като две акшари, 'н-а' и 'ра'.
Свара и вянджана са подредени и групирани логически за заучаване и изреждане. Така знаците за „чисти звукове“ 'а', 'и', 'у' и техните удължени версии ('аа', 'ии', 'уу') са последвани от комбинирани ('е', 'аи', 'о', 'ау'), назални ('.м') и аспировани ('.х') форми. Съгласните (вянджана) са групирани в 7 реда от по 5 вянджана. Всеки от първите пет реда включва по пет преградни съгласни (беззвучна, придихателна, звучна, звучна придихателна, назална) с общо място на учленяване. Последователността на редовете е: веларни, палатални, ретрофлексни, дентални и лабиални – по-напред са тези съгласни, които се учленяват по-близо до източника на гласа, т.е. по-назад в устната кухина. Последните два реда са за сонорните и проходните съгласни.
С деванагари се пише от ляво надясно. В санскрит думите са писани слято, без интервали, така че горната линия е непрекъсната, въпреки че има някои изключения от това правило. Прекъсването на горната линия отбелязва преди всичко къде да се поеме въздух. В съвременните езици се използват интервали между думите. В езиците, които използват деванагари, няма правила за разграничаване на малки и големи букви.
Писмената система на деванагари може да се нарече абугида, тъй като всяка съгласна има присъща гласна (а), която може да бъде променена с различни знаци за гласни. Повечето съгласни могат да се свързват с една или две други съгласни, при което присъщата гласна се потиска. Полученото съчетание се нарича лигатура. Много лигатури са просто две отделни съгласни, слети заедно, но това е само вид лигатура. Някои лигатури са образувани по-сложно и не могат лесно да се разпознаят като съдържащи отделни съгласни.
При четене на санскритски текст, написан с деванагари, изговорът е напълно еднозначен. Съответно, за всяка дума в санскрит се приема, че се пише само по един начин (като се изключат съвременните печатарски варианти при изобразяване на слетите форми). Обаче в съвременните езици са приети определени конвенции (например изпускане на гласната след последната съгласна при говорене, независимо от това дали продължава да се пише като пълна форма). Също така има и някои съвременни конвенции за писане на английски думи с деванагари.
Някои санскритски текстове и мантри обикновено са написани с допълнителни диакритични знаци над и под акшара, които означават интонацията и темпото, за да осигурят напълно точното възпроизвеждане на звука.

## Знаците на деванагари
Забележка: Транскрипцията на деванагари е дадена с фонетични знаци от Международната фонетична азбука (IPA) в Unicode.
Всички диакритични знаци за гласни в деванагари се прикрепват към горната или към долната част на знака за съгласна или към знак за гласна <aa>, прикрепен отдясно на знака за съгласна, с изключение на знака за гласна <i>, който се прикрепва от ляво. В таблицата на гласните в деванагари, дадена по-долу, колоната „Буква“ съдържа знак, който се използва само когато гласната се появява без съгласна, колоната „Знак за гласна с <p>“ съдържа знак, използван, когато гласната е прикрепена към знак за съгласна, в случая показан като пример чрез знака за <p> („п“), колоната „Unicode име“ съдържа името, дадено в спецификацията на Unicode за гласната, а колоната „IPA“ съдържа знаци от Международната фонетична азбука, съответстващи на произношението на знака от деванагари в езика хинди.
| Буква | Знак за гласна с <p> | Unicode име                  | IPA                  |
| ----- | -------------------- | ---------------------------- | -------------------- |
| अ     | प (без знак)         | a                            | ə                    |
| आ     | पा                    | aa                           | ɑ                    |
| इ     | पि                    | i                            | ɪ                    |
| ई     | पी                    | ii                           | i                    |
| उ     | पु                    | u                            | ʊ                    |
| ऊ     | पू                    | uu                           | u                    |
| ऋ     | पृ                    | vocalic r (сричкотворно р)   | rɪ ([r ̩] в санскрит) |
| ॠ     | पॄ                    | vocalic rr (сричкотворно pp) | rɪ ([rː̩] в санскрит) |
| ऌ     | पॢ                    | vocalic l (сричкотворно л)   | ([l ̩] в санскрит)    |
| ॡ     | पॣ                    | vocalic ll (сричкотворно лл) | (lː̩] в санскрит)     |
| ऍ     | पॅ                    | candra e (полумесец е)       |                      |
| ऎ     | पॆ                    | short e (кратко е)           | e                    |
| ए     | पे                    | e                            | e(ː)                 |
| ऐ     | पै                    | ai                           | ɛ ([ai] в санскрит)  |
| ऑ     | पॉ                    | candra o (полумесец о)       |                      |
| ऒ     | पॊ                    | short o (кратко о)           | o                    |
| ओ     | पो                    | o                            | o(ː)                 |
| औ     | पौ                    | au                           | ɔ ([au] в санскрит)  |

| Знак с <p> | Unicode име | Функция                                                                                  | IPA           |
| ---------- | ----------- | ---------------------------------------------------------------------------------------- | ------------- |
| प्          | virama      | Нарича се халант; потиска присъщата гласна.                                              | [p]           |
| पँ          | candrabindu | Назализира гласната                                                                      | [pə̃]          |
| पं          | anusvara    | Назализира гласната                                                                      | [pə̃]          |
| पः          | visarga     | Добавя беззвучно придихание след гласната                                                | [pəh] / [pəə̥] |
| प़          | nukta       | Използва се за обозначаване на звукове, не срещащи се в санскрит (напр., ph + nukta = f) |               |
| पऽ         | avagraha    | Използва се за удължаване на гласния звук.                                               | [pə:]         |

Когато няма записана друга гласна, подразбира се <a>. За да се отбележи изрично, че липсва гласна, се използва халант (наречен също така вирама).
| Буква | Unicode име | Транслитерация с латиница | IPA     |
| ----- | ----------- | ------------------------- | ------- |
| क     | ka          | k                         | k       |
| ख     | kha         | kh                        | kh      |
| ग     | ga          | g                         | g       |
| घ     | gha         | gh                        | gɦ      |
| ङ     | nga         | ṅ                         | ŋ       |
| च     | ca          | c                         | tʃ      |
| छ     | cha         | ch                        | tʃh     |
| ज     | ja          | j                         | dʒ      |
| झ     | jha         | jh                        | dʒɦ     |
| ञ     | nya         | ñ                         | ɲ       |
| ट     | tta         | ṭ                         | ʈ       |
| ठ     | ttha        | ṭh                        | ʈh      |
| ड     | dda         | ḍ                         | ɖ / ɽ   |
| ढ     | ddha        | ḍh                        | ɖɦ / ɽɦ |
| ण     | nna         | ṇ                         | ɳ       |
| त     | ta          | t                         | t̪       |
| थ     | tha         | th                        | t̪h      |
| द     | da          | d                         | d̪       |
| ध     | dha         | dh                        | d̪ɦ      |
| न     | na          | n                         | n̪       |
| प     | pa          | p                         | p       |
| फ     | pha         | ph                        | ph      |
| ब     | ba          | b                         | b       |
| भ     | bha         | bh                        | bɦ      |
| म     | ma          | m                         | m       |
| य     | ya          | y                         | j       |
| र     | ra          | r                         | ɾ       |
| ल     | la          | l                         | l       |
| ळ     | lla         | ḷ                         | ɭ       |
| व     | va          | v                         | v       |
| श     | sha         | ś                         | ɕ       |
| ष     | ssa         | ṣ                         | ʂ       |
| स     | sa          | s                         | s       |
| ह     | ha          | h                         | h       |

От горепосочените знаци ळ не се използва в хинди. Всички знаци се използват в маратийския.
Цифрите в деванагари са следните::
| ० | १ | २ | ३ | ४ | ५ | ६ | ७ | ८ | ९ |
| 0 | 1 | 2 | 3 | 4 | 5 | 6 | 7 | 8 | 9 |

### Лигатури
Групите от две или повече съгласни се отбелязват чрез съчетаване на акшари в лигатури. Обикновено предшестващата акшара изгубва вертикалната си чертичка и се долепва непосредствено до следващата. В случаите, когато дадена акшара няма вертикална чертичка в независимата си форма, следващата акшара се поставя под предшестващата я. В някои случаи лигатурите приемат форми, които не се разпознават лесно като съставени от отделни акшари (напр. за <jñ>). Групите съгл;асни, включващи <r> се третират като специален случай: предшестващото <r-> се отбелязва като обърната надясно кукичка над следващата акшара, а следходното <-r> се отбелязва като наклонена надолу чертичка, прилепена за вертикалната чертичка на предшестващата акшара.

## Деванагари в Unicode
Диапазонът на деванагари в Unicode е U+0900 – U+097F.
Сивите полета обозначават недефинирани знаци.
|        | 0 | 1 | 2 | 3 | 4 | 5 | 6 | 7 | 8 | 9 | A | B | C | D | E | F |
| U+090x |   | ँ  | ं  | ः  | ऄ | अ | आ | इ | ई | उ | ऊ | ऋ | ऌ | ऍ | ऎ | ए |
| U+091x | ऐ | ऑ | ऒ | ओ | औ | क | ख | ग | घ | ङ | च | छ | ज | झ | ञ | ट |
| U+092x | ठ | ड | ढ | ण | त | थ | द | ध | न | ऩ | प | फ | ब | भ | म | य |
| U+093x | र | ऱ | ल | ळ | ऴ | व | श | ष | स | ह |   |   | ़  | ऽ | ा  | ि  |
| U+094x | ी  | ु  | ू  | ृ  | ॄ  | ॅ  | ॆ  | े  | ै  | ॉ  | ॊ  | ो  | ौ  | ्  |   |   |
| U+095x | ॐ | ॑  | ॒  | ॓  | ॔  |   |   |   | क़ | ख़ | ग़ | ज़ | ड़ | ढ़ | फ़ | य़ |
| U+096x | ॠ | ॡ | ॢ  | ॣ  | । | ॥ | ० | १ | २ | ३ | ४ | ५ | ६ | ७ | ८ | ९ |
| U+097x | ॰ |   |   |   |   |   |   |   |   |   |   |   |   |   |   |   |